# Futbol'nyj Klub Akron Tol'jatti
Il Futbol'nyj Klub Akron Tol'jatti (in russo Футбольный Клуб Акрон Тольятти?) è una società di calcio con sede a Togliatti, in Russia. Milita nella Prem'er-Liga, la massima divisione del campionato russo di calcio.

## Storia
Nella stagione 2022-2023 ha raggiunto per la prima volta nella sua storia la semifinale di Coppa di Russia.

## Rosa 2024-2025
Aggiornata al 11 febbraio 2025.
| N. |                       | Ruolo | Calciatore        |
| -- | --------------------- | ----- | ----------------- |
| 1  | Russia (bandiera)     | P     | Sergey Volkov     |
| 4  | Brasile (bandiera)    | D     | Paulo Vitor       |
| 5  | Serbia (bandiera)     | C     | Aleksa Đurasović  |
| 6  | Russia (bandiera)     | C     | Maksim Kuz'min    |
| 7  | Russia (bandiera)     | C     | Kirill Danilin    |
| 11 | Capo Verde (bandiera) | A     | Benchimol         |
| 14 | Russia (bandiera)     | C     | Vladimir Chubulov |
| 15 | Montenegro (bandiera) | C     | Stefan Lončar     |
| 17 | Russia (bandiera)     | C     | Soltmurad Bakaev  |
| 19 | Russia (bandiera)     | D     | Marat Bokoev      |
| 20 | Armenia (bandiera)    | C     | Artur Galoyan     |
| 21 | Bolivia (bandiera)    | C     | Roberto Fernández |
| 22 | Romania (bandiera)    | D     | Ionuț Nedelcearu  |

| N. |                                 | Ruolo | Calciatore             |
| -- | ------------------------------- | ----- | ---------------------- |
| 24 | Russia (bandiera)               | A     | Artëm Dzjuba           |
| 25 | Uzbekistan (bandiera)           | C     | Sherzod Esanov         |
| 26 | Portogallo (bandiera)           | D     | João Escoval           |
| 35 | Bosnia ed Erzegovina (bandiera) | D     | Ifet Djakovac          |
| 50 | Russia (bandiera)               | P     | Dmitriy Nagaev         |
| 65 | Russia (bandiera)               | C     | Vladimir Moskvichev    |
| 69 | Russia (bandiera)               | C     | Arseniy Dmitriev       |
| 71 | Russia (bandiera)               | C     | Dmitriy Pestryakov     |
| 77 | Russia (bandiera)               | D     | Konstantin Savičev     |
| 78 | Russia (bandiera)               | P     | Aleksandr Vasjutin     |
| 80 | Russia (bandiera)               | D     | Vyacheslav Bardybakhin |
| 91 | Russia (bandiera)               | C     | Maksim Boldyrev        |
| 97 | Russia (bandiera)               | A     | Sergey Gribov          |

## Palmarès

### Competizioni nazionali
- Pervenstvo Professional'noj Futbol'noj Ligi: 1

2019-2020 (girone Volga-Urali)